# Epactoides costatus
Epactoides costatus là một loài bọ cánh cứng trong họ Bọ hung (Scarabaeidae).